# Balatoni Limnológiai Intézet
A Balatoni Limnológiai Kutatóintézet intézet a magyarországi limnológiai kutatás központja Tihanyban.
Az 1927-es alapítása óta számos névváltoztatáson átesett: Magyar Biológiai Kutatóintézet, majd 1951-2012 között Magyar Tudományos Akadémia Balatoni Limnológiai Kutatóintézete (MTA BLKI), 2012. január 1 - 2019. augusztus 1. között MTA Ökológiai Kutatóközpont Balatoni Limnológiai Intézete (MTA ÖK BLI), 2021. április 1-től Balatoni Limnológiai Kutatóintézet.
A BLKI-n belül öt kutatócsoport működik: a Hal- és Konzervációökológiai Kutatócsoport, a Hidrobotanikai és Mikrobiális Ökológiai Kutatócsoport, az Ökofiziológiai és Környezettoxikológiai Kutatócsoport, a Vízi Gerinctelenek és Közösségökológiai Kutatócsoport, valamint a Zooplankton és Interakció Ökológiai Kutatócsoport.
Az Ökológiai Kutatóközpontot, így magát az intézetet is – az MTA intézethálózatának többi tagjához hasonlóan – 2019. augusztus 1-jétől nem az MTA, hanem az Eötvös Loránd Kutatási Hálózat – 2023 óta Magyar Kutatási Hálózat – irányítja. 2021. áprilisától az ELKH felügyelete alatt ismét önállósult az intézet. Igazgatója Erős Tibor, a Hal- és Konzervációökológiai Kutatócsoport vezetője. Előtte két évig Jordán Ferenc volt az igazgató, aki G. Tóth Lászlót követte a poszton.

## Történelem

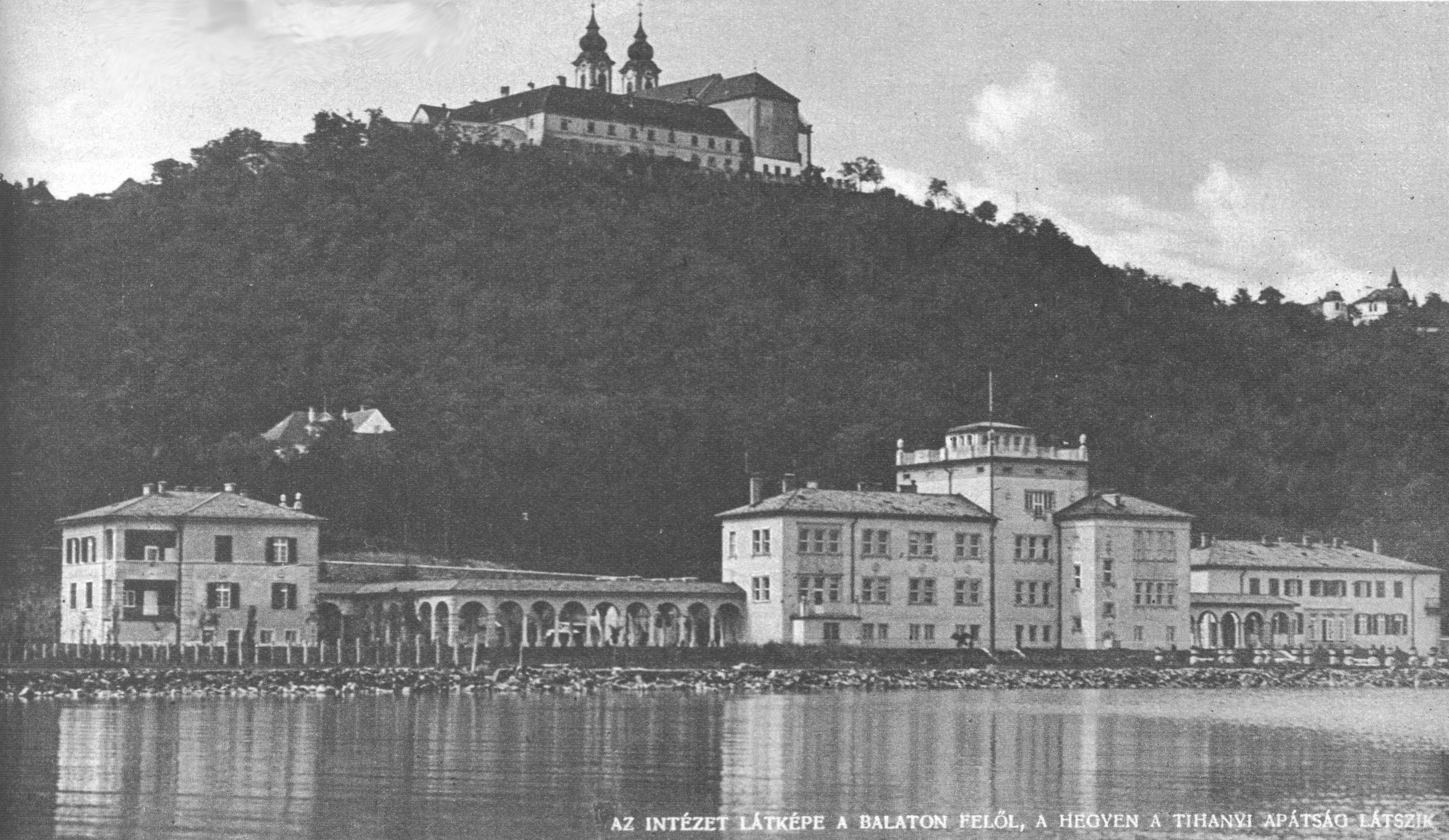
A Tihanyi Biológiai Intézet. Háttérben a Tihanyi apátság

Az intézet jogelődjét, a Magyar Biológiai Kutatóintézetet 1927-ben alapították Klebelsberg Kuno irányítása alatt. Híres kutatói között udvardi és básthi dr. Udvardy Miklós (1919–1998) biológus, ornitológus, és biogeográfus található.
A kutatóintézet 1951-ben került az MTA fennhatósága alá, majd onnan 2019. augusztus 1-jén átkerült az Eötvös Loránd Kutatási Hálózathoz, amely napjainkban a Magyar Kutatási Hálózat nevet viseli. 
Az eredeti épületegyüttest, amely egy főépületből, és az ehhez kapcsolódó vendégházból és kutatói lakóházból állt, Kotsis Iván tervezte. Idővel a vendégház egy újabb emelettel bővült, a lakóházból kutatóépület lett, a kutatók elhelyezésére pedig hat lakóház épült a közelben. Az intézethez kéthektáros tóparti park is tartozik.

## Vendégház
Az akadémiai munkát segíti az intézet vendégháza: 17 szobájában (melyek közül 2 apartman, 8 két- és 6 háromágyas szoba) 42 fő elszállásolására ad lehetőséget. Éttermében egyszerre 60 fő étkezhet. Ezenkívül egy 100 fős konferenciateremmel is rendelkezik.

## Elismerése
- Pro Natura díj (2009)